# زد مرغ بهشتی
زد مرغ بهشتی یک ستاره است که در صورت فلکی مرغ بهشتی قرار دارد.